# Josefina Huguet i Salat
Josefina Huguet i Salat (Barcelona, 21 de setembre de 1871 - Barcelona, 10 de novembre de 1950) fou una soprano lleugera o coloratura catalana. També va ser coneguda amb el seu nom italianitzat Giuseppina Huguet o Josefina Huguet de Arnold. Fou la primera soprano catalana que va enregistrar un disc d'òpera.

## Trajectòria
Era filla de Bartomeu Huguet i Vidal (vers 1850-1907), sabater, i de Ramona Salat Escoletas (vers 1850-1923), ambdós naturals de Verdú, a la comarca d'Urgell, però establerts a Barcelona.
Estudià a Barcelona amb el mestre Bonet, i el 1888 debutà al Liceu, on interpretà el paper de Micaela a Carmen, de Bizet i, seguidament, el mateix any, va cantar La favorita (Donizetti) junt amb el tenor navarrès Julián Gayarre. En aquest escenari va actuar repetidament, al començament fent papers secundaris i més endavant com a protagonista absoluta.
És a mitjan anys 1890, quan el seu nom comença a sortir a les portades de les revistes il·lustrades i adquirir una presència internacional. El 1892 va cantar al Teatro Colón de Buenos Aires i un any després al Real de Madrid. Debutà al Teatro alla Scala de Milà el 1895 amb Lakmé. La fama coincidí l'any següent (1896) amb el paper d'Ofèlia a l'òpera Hamlet, d'Ambroise Thomas, i va assolir un gran prestigi internacional. Va assolir un triomf grandiós. A instàncies del públic va haver de repetir totes les peces i especialment l'ària de les campanetes entre aclamacions. Tota la premsa fou unànime en considerar que feia molts anys que no s'havia sentit a Milà una soprano lleugera tan notable com la Huguet.
Aquell mateix any es va guanyar el prestigi addicional d'haver triomfat a la Academy of Music de Nova York. Tenia un repertori molt ampli: La Sonnambula, Lucia di Lammermoor, Don Giovanni, Il Barbiere de Siviglia, Hamlet, Falstaff, La traviata, Faust, Carmen, Manon, La Bohème, Rigoletto, Roméo et Juliette, Dinorah, entre d'altres. Segons la crítica, la Huguet «tenia una veu d'or», una execució perfecta, un estil molt depurat i molta força dramàtica. El diari El Nacional de Buenos Aires afirmava que era materialment impossible que existís una gola més privilegiada que la que anomenaven «gola Huguet». El seu fraseig i el so empastat eren també característics. A més gaudia d'una bellesa i simpatia que la feia agradable a tothom.
El 1898 realitza una brillant gira pels teatres imperials de Rússia, cantant a Varsòvia, Khàrkiv, Tiflis i Buak. S'especialitzà en papers de coloratura i dramàtics. Segurament fou aquest mèrit el que li valgué ser escollida per la discogràfica His Master's Voice (HMV), el 1903 per enregistrar a Milà I Pagliacci sota la direcció del mateix compositor Ruggero Leoncavallo (1857-1919). Va ser la primera soprano catalana a tenir àries enregistrades per HMV. Actuà per tot el món i en total va gravar un centenar de discs, a través dels quals es pot comprovar que la Huguet era una especialista en papers de coloratura i dramàtics. Aquestes gravacions les feia paral·lelament als concerts.
A partir de 1903 es va instal·lar a Barcelona. El 1908 es va retirar de la vida concertística, però va continuar enregistrant fins al 1910. Va fundar una escola de cant, on va formar nous cantants al llarg de quaranta anys.

## Vida personal
Es va casar amb Jorge Brown-Arnold, que fou el seu representant i era fill del militar argentí Prudencio Arnold. El 1896 Josefina Huguet enviudà; es va casar en segones núpcies amb Antoni Bacigalupi a Gràcia l'any 1919.